# Wladimir Iossifowitsch Weksler

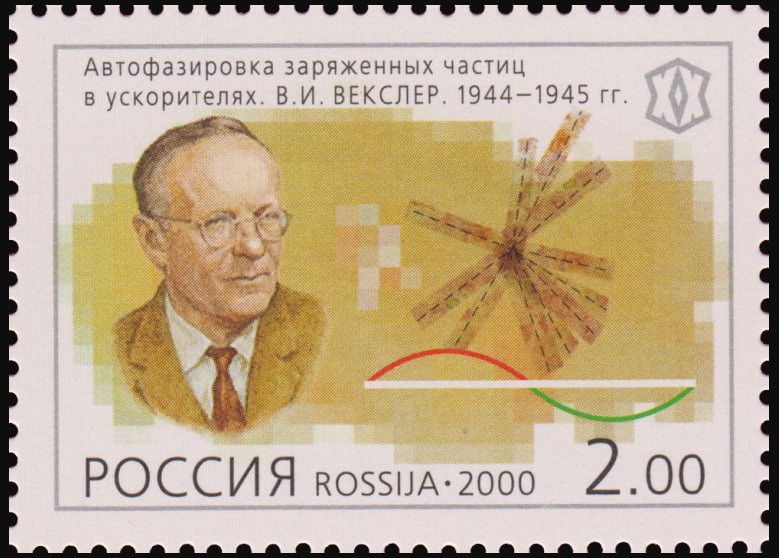
Russische Briefmarke zu Ehren Vekslers und seiner Entdeckung der Phasenfokussierung („Prinzip der Autophasierung“).

Wladimir Iossifowitsch Weksler (russisch Владимир Иосифович Векслер, wiss. Transliteration Vladimir Iosifovič Veksler, * 19. Februarjul. / 4. März 1907greg. in Schitomir; † 22. September 1966 in Moskau) war ein sowjetischer Physiker.

## Leben
Weksler studierte an der Lomonossow-Universität in Moskau, an der er 1931 sein Diplom in Elektrotechnik machte, 1934 in Physik promoviert wurde (russischer Kandidatentitel) und sich 1934 habilitierte (russischer Doktortitel). 1930 bis 1936 war er am Allunions-Institut für Elektrotechnik, danach bis 1956 am Lebedew-Institut und anschließend für den Rest seiner Karriere am Vereinigten Institut für Kernforschung in Dubna. Weksler war dort Direktor und verantwortlich für den Bau des 10-GeV-Protonen-Synchrophasotrons (1953 bis 1957 gebaut). Während dieser Zeit behielt er seine Kontakte zum Lebedew-Institut und lehrte auch an der Lomonossow-Universität.
Am Lebedew-Institut untersuchte er auch kosmische Höhenstrahlung, wozu er an Expeditionen nach Zentralasien teilnahm.
Er schuf unabhängig von Edwin Mattison McMillan 1945 die Grundlagen für die Konstruktion des Synchrotrons am Lebedew-Institut. Wesentlich dabei ist die Entwicklung der Phasenfokussierung, wobei die relativistische Massenzunahme der beschleunigten Teilchen berücksichtigt wird.
Weksler gehörte der Sowjetischen Akademie der Wissenschaften an. Er gründete deren Fachzeitschrift für Kernphysik und war deren erster Herausgeber.
Weksler setzte sich früh für internationale Zusammenarbeit ein. Einige Jahre leitete er die Kommission für Hochenergiephysik der International Union of Pure and Applied Physics. Am 24. Oktober 1963 wurde ihm zusammen mit Edwin Mattison McMillan der Atoms for Peace Award verliehen.

## Auszeichnungen und Ehrungen
- dreimal Leninorden (1945, 1951, 1953)[4]
- 1951 Stalinpreis[4]
- 1959 Leninpreis[4]
- 1962 Orden des Roten Banners der Arbeit[4]

Seit 1994 wird von der Russischen Akademie der Wissenschaften für herausragende Leistungen auf dem Gebiet der Beschleunigerphysik der Weksler-Preis verliehen.